# Социал-христианская партия (Эквадор)
Социал-христианская партия (исп. Partido Social Cristiano; PSC) — правоцентристская политическая партия в Эквадоре, образованная в 1951 году Камило Понсе Энрикесом.

## История
Партия была основана в 1951 году как Социально-христианское движение Камило Понсе Энрикесом, который был президентом Эквадора с 1956 по 1960 год, и Сиксто Дурано-Бальеном. Первоначально движение было ориентировано на столичный регион Кито. Однако с 1980-х годов наибольшая популярность партии наблюдается в прибрежных районах, особенно вокруг экономического центра Эквадора и самого густонаселенного города Гуаякиль, а также в прибрежных провинциях, таких как Гуаяс, Эль-Оро, Лос-Риос и Манаби, в которых проживает около половины населения страны. Однако, как признак глубокой политической поляризации, Социал-христианская партия имеет слабое влияние в Андском регионе. Таким образом, занимая все основные посты в Гуаясе и Гуаякиле, партийные кандидаты не занимали президентских должностей с момента президентства Леона Фебрес-Кордеро (1984—1988).
В 1979 году центристское и левое крыло партии отделились и образовали левоцентристскую партию Народной демократии под руководством Освальдо Уртадо, который был президентом страны с 1981 по 1984 год. После того, как фракция Леона Фебрес-Кордеро в партии продавила назначение Хайме Небота партийным кандидатом в президенты, Сиксто Дуран Баллен и его сторонники покинули партию и сформировать правую партию Республиканский союз. Дуран был избран президентом на выборах 1992 года. Небот вновь выступал кандидатом в президенты от партии на выборах 1996 году и занял первое место в 1-м туре с 28 % голосов, но проиграл Абдале Букараму во 2-м туре, набрав 46 % голосов.
Кандидат от партии Ксавье Нейра получил 12,2 % голосов на президентских выборах 2002 года. На следующих выборах 2006 года кандидат от партии Синтия Витери получила 9,91 % голосов и не прошла во второй тур второго тура голосования, заняв 5-е место. На парламентских выборах 2006 года партия получила 13 из 100 мест.
После смерти Леона Фебрес-Кордеро Хайме Небот взял на себя руководство партией и слил её в коалицию со провинциальной братской партией «Мадера де Герреро». Коалиция являлась третьей по величине фракцией в Национальном собрании.